# غرانت مارشال
غرانت مارشال هو لاعب هوكي الجليد كندي، ولد في 9 يونيو 1973 في ميسيساغا في كندا.

## وصلات خارجية
- غرانت مارشال على موقع دوري الهوكي الوطني (الإنجليزية)
- غرانت مارشال على موقع قاعة مشاهير الهوكي (لاعب أن.إتش.أل) (الإنجليزية)
- غرانت مارشال على موقع الدوري الأمريكي لهوكي الجليد (الإنجليزية)
- غرانت مارشال على موقع EliteProspects.com (الإنجليزية)
- غرانت مارشال على موقع Eurohockey.com (الإنجليزية)
- غرانت مارشال على موقع HockeyDB.com (الإنجليزية)
- غرانت مارشال على موقع Hockey-Reference.com (الإنجليزية)